# Semiothisa subclathrata
Semiothisa subclathrata là một loài bướm đêm trong họ Geometridae.